# ドゥアト
ドゥアト (Duat) あるいは、トゥアト (Tuat)、トゥアウト (Tuaut)、アケルト (Akert) 、アメンテス (Amenthes)、アメンティ (Amenti)、ネテル＝ケルテト (Neter-khertet)とは、エジプト神話における冥界の名称である。

## 概要
古代エジプトの世界観で天空と大地は、ゲブとヌトの二柱の神が支え合っている状態である。その地下にあるのがドゥアトと考えられた。
ドゥアトには、地上から姿を隠した神々が住むとされ、その中には、邪悪な神アポピスがいる。ラーは太陽の船で毎夜ここを通って、朝には地上に出ると信じられた。

## 信仰
ドゥアトはオシリス神の領域であり、他の神々や超自然的存在の棲み処である。また太陽神ラーが夜の間に西から東へと旅し、アペプと戦う地である。人間たちの魂が死後に裁きを受けるためおもむく場所でもあるが、これが冥界のすべてというわけではない。玄室は現世とドゥアトの間の接点となり、霊は墓を通じてドゥアトと行き来ができる。
ドゥアトについての知識は、主に『門の書』『洞窟の書』『コフィン・テキスト』『アムドゥアト』そして『死者の書』といった葬祭文書から得られたものである。これらの文書はそれぞれ違う目的に添ったもので、読み取れるドゥアトの捉えかたもそれぞれ異なっており、別々のテキストは互いに矛盾することがある。現存するテキストは年代や起源が異なっており、ドゥアトには統一された解釈というものがまったく無かったようである。

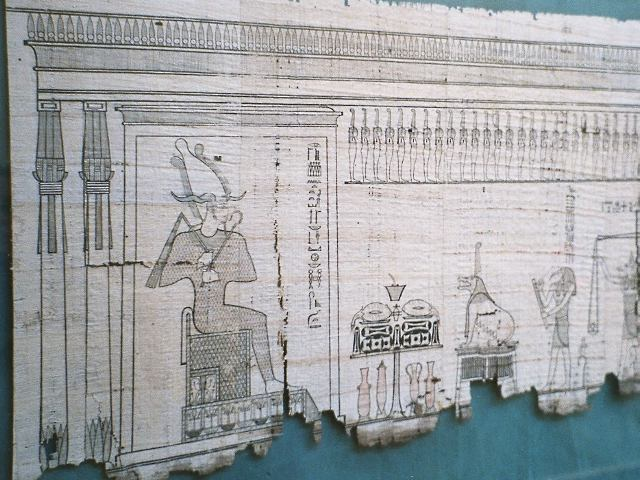
パピルスに書かれた『死者の書』の一節に見られる、ドゥアトにおける「心臓の計量」の様子。右端にはアヌビスが控え、天秤には羽根の重りが乗り、アメミットが心臓を喰らおうと待ち受けている。楽園アアルへの門の前のオシリスの存在は、このパピルスが後期の神話様式に則っていることを示す。

ドゥアトの地理は、エジプト人が知る世界とおおまかに似ている。川・島・塚・洞窟のように現実的な造形がある一方で、火の湖・鉄の壁・ターコイスの樹といった幻想が混じっている。『コフィン・テキスト』の一書『二つの道の書』には、まるで地図のようなドゥアトの図像まで描かれている。
『死者の書』や『コフィン・テキスト』には、死んだばかりの者がドゥアトの危険な山河をくぐり抜け、神々の許で祝福されし魂「アク」として暮らせるように導く意図があった。死者は一連の門を通らなければならないが、そこは人間の体に動物や昆虫、たいまつやナイフといった異形の頭部を備えた姿で描かれる危険な霊によって守られている。この番人たちは名前もまた異様で、例を挙げると「屠殺場より来たる吸血鬼」や「下半身の排泄物を喰らうもの」である。テキストで強調されているその他の特徴は、死者を脅かす神々や幻獣が住まう塚や洞窟である。書の目的は地理の提示ではなく、死者が死後の世界にたどり着くための一連の通過儀礼を描写することにある。
もし故人がこれらのおぞましい魔物をうまくやり過ごすことができたなら、心臓の計量にたどり着く。この儀式では、故人の心臓がアヌビスにより真実と正義の女神マアトを象徴する羽根を使って計量される。マアトに従っていなかった心臓は均衡を保つことができず、羽根より重いにせよ軽いにせよそうした心臓はみな不合格となり、魂をむさぼるものアメミットに喰らわれる。試験に合格した魂は、楽園アアルへ向かうことが許される。
ドゥアトは、おぞましい住人がいるとしても決して魂を責め立てる地獄ではなく、その本質はより複雑なものである。冥界の異形の霊たちは悪ではなく、神々の統制下にある。ドゥアトは神々自身の住まいでもある。オシリス・アヌビス・トート・ホルス・ハトホル・マアトといった諸神はみな、死者の魂が裁きへと向かう過程で姿を現す。この冥界にはまた太陽神ラーがおり、西から東へと旅するうちに年老いたアトゥムの姿から新しい夜明けの太陽ケプリへと変身する。死者がドゥアトで多くの試練に直面するように、ラーもまた冥界で悪しき蛇アペプの襲撃に立ち向かう。